# María Fernanda Murillo
María Fernanda Murillo Duarte (Turbo, 21 gennaio 1999) è un'altista colombiana.

## Biografia
Murillo disputa le prime competizioni nazionali nel 2013, esordendo sulla platea sudamericana l'anno seguente vincendo una medaglia d'oro ai Campionati sudamericani allievi di Cali. Nel 2017 esordisce con la nazionale seniores e ha inanellato una serie di vittorie a tutti i maggiori campionati regionali sudamericani, come le medaglie d'oro vinte nel 2018 ai Giochi CAC e ai Giochi sudamericani. Medesimo anno in cui ha conquistato la medaglia di bronzo ai Mondiali juniores in Finlandia.
Nel 2019 ha battuto il record nazionale, appartenuto sino a quel momento dal 2005 a Caterine Ibargüen e preso parte ai Giochi panamericani di Lima ed ai Mondiali di Doha.

## Palmarès
| Anno | Manifestazione             | Sede         | Evento        | Risultato | Prestazione | Note |
| ---- | -------------------------- | ------------ | ------------- | --------- | ----------- | ---- |
| 2014 | Sudamericani U18           | Cali         | Salto in alto | Oro       | 1,78 m      |      |
| 2015 | Mondiali U18               | Cali         | Salto in alto | 13ª (q)   | 1,77 m      |      |
| 2016 | Mondiali U20               | Bydgoszcz    | Salto in alto | 9ª        | 1,83 m      |      |
| 2016 | Sudamericani U23           | Lima         | Salto in alto | Bronzo    | 1,76 m      |      |
| 2016 | Sudamericani U18           | Concordia    | Salto in alto | Oro       | 1,85 m      |      |
| 2017 | Sudamericani U20           | Leonora      | Salto in alto | Oro       | 1,78 m      |      |
| 2017 | Sudamericani U20           | Leonora      | 4×100 m       | Argento   | 47"33       |      |
| 2017 | Sudamericani               | Asunción     | Salto in alto | Oro       | 1,82 m      |      |
| 2017 | Panamericani U20           | Trujillo     | Salto in alto | Oro       | 1,85 m      |      |
| 2017 | Giochi bolivariani         | Santa Marta  | Salto in alto | Oro       | 1,78 m      |      |
| 2018 | Giochi sudamericani        | Cochabamba   | Salto in alto | Oro       | 1,90 m      |      |
| 2018 | Mondiali U20               | Tampere      | Salto in alto | Bronzo    | 1,90 m      |      |
| 2018 | Giochi CAC                 | Barranquilla | Salto in alto | Bronzo    | 1,86 m      |      |
| 2018 | Campionati ibero-americani | Trujillo     | Salto in alto | Oro       | 1,84 m      |      |
| 2018 | Sudamericani U23           | Cuenca       | Salto in alto | Oro       | 1,80 m      |      |
| 2019 | Sudamericani               | Lima         | Salto in alto | Oro       | 1,90 m      |      |
| 2019 | Giochi panamericani        | Lima         | Salto in alto | 9ª        | 1,79 m      |      |
| 2019 | Mondiali                   | Doha         | Salto in alto | 24ª (q)   | 1,85 m      |      |
| 2023 | Campionati sudamericani    | San Paolo    | Eptathlon     | Bronzo    | 5229 p.     |      |